# 新実彰平
新実 彰平（にいみ しょうへい、1989年〈平成元年〉4月10日 - ）は、日本の政治家。日本維新の会所属の参議院議員（1期）。
元関西テレビアナウンサー。防災士。身長174cm。血液型はO型。

## 来歴
京都府京都市左京区生まれ。洛星中学校・高等学校を経て、京都大学法学部卒業。
小学生時代に野球を始めると、中学生時代は野球部に所属した。当時読売ジャイアンツの主力選手（左打者）であった松井秀喜への憧れから、それまでの右打ちを左打ちに変えた。高校2年生の時に、守備位置をそれまでの外野手から捕手にコンバート。大学時代の2011年には、関西学生野球の春季リーグ戦において、首位打者とベストナイン（捕手）を獲得。京都大学の選手としては、19年振り・歴代3人目の受賞であった。4年生の時には、当時1年生の田中英祐（2015年から2017年まで千葉ロッテマリーンズに投手として所属）とバッテリーを組んでいた。当時の硬式野球部長は寶馨（京都大学教授）で、田中の3・4年時（2013・2014年度）に監督を務めた後に、2021年12月1日付で日本高等学校野球連盟の会長へ就任している。
大学卒業後の2012年4月1日付で、アナウンサーとして関西テレビに入社。同年10月からは、入社後初のレギュラー番組として、『FNNスーパーニュースアンカー』（月・火曜日スポーツキャスター）と『カンテーレ 二代目ショーヘイへの道!』（番組PRを兼ねた5分間のミニ番組）を担当していた。自身初の冠番組でもある『カンテーレ　二代目ショーヘイへの道!』では、出身地および名前が関西テレビOBの桑原征平（現在はフリーアナウンサー）と同じことにちなんで、「初代ショーヘイ」（同局アナウンサー時代の桑原）の代名詞であった体当たり取材に挑戦していた。2014年には、第30回FNSアナウンス大賞新人部門でアナウンス賞（最優秀賞）を受賞している。
田中が京都大学出身者で初めてのプロ野球選手になった2015年からは、春季キャンプでの田中への取材（同年2月）を皮切りに、プロ野球中継の実況・リポーターを担当。その一方で、同年3月30日から2017年3月27日までは、平日夕方のニュース・情報番組（『ゆうがたLIVE ワンダー』 → 『みんなのニュース ワンダー』）でフィールドキャスターを務めていた。7月には、フィールドキャスターとして、寝屋川市中1男女殺害事件の取材やリポートに従事。『ゆうがたLIVE ワンダー』内の生中継リポートで、第32回FNSアナウンス大賞（最優秀賞）を受賞した。ちなみに、受賞時点での年齢は26歳で、史上最年少であった。
2017年には、3月8日（3月7日深夜）放送のテレビドラマ『大阪環状線 ひと駅ごとの愛物語 - Part2 -』第8話でテレビドラマに初出演。3月27日からは、『みんなのニュース 報道ランナー』（『みんなのニュース ワンダー』の後継番組）でメインキャスターを務める。就任時点での年齢は27歳で、関西テレビ平日夕方の報道番組のメインキャスターとしては歴代最年少。他の在阪テレビ局が平日の夕方に放送する報道番組を含めても、現役最年少および、平成生まれの人物では初めてのメインキャスターである。『報道ランナー』は『報道RUNNER』への改称を経て6年間放送されてきたが、2023年3月31日（金曜日）で終了してからは、プロ野球中継の担当へ7年振りに復帰。2023年の日本シリーズ第7戦（11月5日に京セラドーム大阪で催されたオリックス・バファローズ対阪神タイガース戦）では、阪神が1985年以来38年振りのシリーズ制覇を成し遂げた瞬間を、フジテレビ系列の全国ネット向け中継で実況している。
なお、勤務する関西テレビはテレビ単営局だが、2022年度にはラジオ大阪（関西テレビと関係が深いフジサンケイグループのラジオ単営局）で毎週火・水曜日の未明（月・火曜日の深夜）に放送されていた『カンテら!』（事前収録番組）で1回だけパーソナリティを務めている。
2024年度の上半期にはスポーツ中継や『旬感LIVE とれたてっ!』の情報プレゼンターを主に担当していたが、下半期に入る2024年10月1日付で関西テレビを退社。退社に際しては、メディアから一線を引く意向を明らかにしていた。
2024年10月12日、2025年執行予定の第27回参議院議員通常選挙京都府選挙区（定数2）に日本維新の会の公認候補として立候補することを表明した。同党の候補者公募に応募していたという。2025年7月20日の投開票では、1位で当選した。

## 人物
関西テレビへの入社後も、京都大学硬式野球部のOBで結成された「DBグラッズ」でプレー。2014年9月18日、京大野球部マネジャーだった1年後輩の女性との結婚を発表した。
入社1年目の2012年7月10日、フジテレビ系『FNS27時間テレビ FNSアナウンサー歌謡大賞 全国歌うまNO.1アナ決定! 爆笑オーディション!!』に、先輩の関純子・豊田康雄らと参加。全国ネット番組に初出演し、関西テレビ代表に選ばれた。同月21日22日放送『FNS27時間テレビ 笑っていいとも!真夏の超団結特大号!!徹夜でがんばっちゃってもいいかな?』内「FNSアナウンサーがんばった歌謡大賞」で、森山直太朗の「さくら（独唱）」を披露した。
2017年1月19日、京都市立新町小学校にて夢を語った。
2019年3月4日、メインキャスターを務める『報道ランナー』で南海鋼索線（高野山ケーブル）を取材したコーナーがあり、引退車両が3代目の1964年（昭和39年）製であることから「引退車両、ウチの母親と同じ歳」と発言、「歳バレた、母ちゃんに怒られる」と、リアクション付きで焦っていた。
2019年4月20日、京都東急ホテルにて第111回目となる【京都市立堀川高等学校 堀川同窓会】が開催、OBで堀川同窓会実行副委員長の長男という縁もあり司会進行を務めた(本人は洛星高校卒)。
阪神タイガースのファンで、球団応援歌PV【六甲おろし】に出演している。
防災士の資格を持っており、主に『報道ランナー』では多くの防災報道に関わっていた。
『報道ランナー』シリーズのメインキャスターには、「みんなが生きやすい豊かな社会を作る」という目標を掲げながら、「届けるべきニュースを、いかにして視聴者に見ていただけるようにするか」という発想で臨んでいたという。2022年度でシリーズを終了することに際しては、「（『みんなのニュース　報道ランナー』というタイトルで放送を開始してから）6年間にわたってメインキャスターを経験したことが自分の血肉になった」と述べる一方で、番組とメインキャスターとしての生活が同時に終了する理由の一つを「最近になって（番組が視聴者から）あまり広く支持されなくなったことにある」と明言。そのうえで、「『届けるべきニュースを、見てもらえるものにする』ために、もっとできることがあったのではないか」という表現で反省の意を示している。

### SNSなどで物議を醸した主張
2020年からのいわゆる「コロナ禍」では、大阪府知事の吉村洋文日本維新の会副代表（当時）らが関西民放などでテレビ出演する回数が急増。2020年の公務日程を見ると、1カ月で計30番組に出演している月もあった。翌年1月の元日に毎日放送（TBS系列）で放送された関西ローカルのバラエティー番組「東野＆吉田のほっとけない人」では、吉村のほか大阪市長の松井一郎維新の会代表（当時）、元代表の橋下徹の3人が揃って出演。後日、放送倫理・番組向上機構（BPO）の放送倫理検証委員会が「政治的公平性を損なう恐れがある」などとして各放送局に注意を促す事態となった。
その最中に、かねてから在阪民放局の報道姿勢に疑問を呈していた歴史学者の住友陽文（大阪公立大学教授）が、「維新もおかしいが、関西の民放テレビは狂ってる」というメッセージをSNSなどで発信した。これに対して、当時『報道RUNNER』のメインキャスターであった新実は、twitter（当時）上の個人アカウントからのツイートで反論。「"関西の民放テレビ"との一括りはヘイトそのもの。私はかつて、コロナ下で医療崩壊阻止をゴールとする吉村知事に『医療崩壊を阻止しても死者は出る。許容するということか？』と問うている。（中略）この問いへの答えが有権者の判断材料そのものだからだ。無論、無思慮な番組の存在も否めない。しかし、一括りにしての批判は許容できぬ」との主張を展開した。
新実の主張をめぐっては、他のSNSユーザーから「（新実個人は）きちんと対応されていたと存じますが、総合的に見て民放には違和感を感じます」「数回多少厳しい質問をしても、政党の幹部をテレビに出し続けて発言と顔出しの機会を与え続けていてはバランスが取れない」といった意見が続出。結局、新実は全てのツイートを個人アカウントから削除したうえで、「文字数の制約と私自身の拙さで、むしろ逆の結果を招いたり、私という人格が実態と乖離して伝わったりするばかりでした　反省と共に出直します」とのツイートを2022年7月13日に改めて発信した。
なお、新実は『報道RUNNER』の終了（2023年3月）を機に、政治・行政報道の第一線から事実上離脱。関西テレビからの退社（2024年10月）に際しては、「今後は、テレビ・メディアとは別の手段を通じて、より良い社会を築くための一助となれるよう引き続き精進して参ります」というメッセージを同局から出している。同月、維新の会公認での参院選出馬を発表した。

## 政策・主張

### 内政
- 日本の社会には、しんどい思い、望まない孤独を抱える人、自身のアイデンティティも否定される人がいる。そのような人がゼロになる社会を目指す。自助を促す前に、国民に安心を担保する公助を整え、挑戦できる国民を増やす。その先に成長があり、人口の減少する日本にも伸びしろが見い出せる[23]。
- マイナンバーなどを活用して資産や困りごとの状況を国が把握し、弱い立場の人から声が上がらずとも行政が支援を届けるプッシュ型の仕組みを実現する。今は生活保護などの助けを求める声に対し、後ろ指を指す風潮、行政に支援を抑制する力が働いている[24]。
- デジタルツールの力で、セーフティネットに迅速かつ的確に個人の状況と向き合う行政サービスを提供し、民間の支援も紐づける仕組みを実装する[25]。
- 公的年金の賦課方式から全面的な積立方式への変更に賛成。現役世代の保険料増加や物価上昇に追従しきれない年金など、社会保障制度がデフレ長期化と少子高齢化の元凶と見る[26]。
- ベーシックインカムに賛成。将来的にはすべての国民へ月数万円の配布を目指す[27]。
- 北陸新幹線の延伸は米原ルートに賛成。南海トラフ地震による東海道新幹線の被災に備えて早い完成が必要。過去の舞鶴ルートは京都が西日本の交通のハブになり得る一定の理があったが、現在のルートで地下トンネルの地元同意は困難。その建設資金は技術開発やリニア中央新幹線の支援に充てる余地がある[28]。
- 企業・団体献金の禁止に賛成。団体ではなく国民ひとりひとりに向き合うことができる[29]。

## 選挙歴
| 当落 | 選挙                     | 執行日         | 年齢 | 選挙区       | 政党         | 得票数     | 得票率 | 定数 | 得票順位 /候補者数 | 政党内比例順位 /政党当選者数 |
| ---- | ------------------------ | -------------- | ---- | ------------ | ------------ | ---------- | ------ | ---- | ------------------ | ---------------------------- |
| 当   | 第27回参議院議員通常選挙 | 2025年07月20日 | 36   | 京都府選挙区 | 日本維新の会 | 33万2523票 | 28.09% | 2    | 1/9                | /                            |

## 過去の出演番組
特記のないものは関西テレビ
- KTVニュースフラッシュ → カンテレNEWS（2016年度までは主に『ユアタイム』金曜未明〈木曜深夜〉ローカル枠を担当）
- ハピくるっ!（2013年10月2日 - 2015年3月25日、水曜放送分の進行を担当）
- カンテーレ 二代目ショーヘイへの道!（2013年10月 - 2014年12月、毎週土曜日17:25 - 17:30）
- ショーヘイの人生一本勝ち!（2015年1月 - 同年10月10日）
  - 『二代目ショーヘイへの道!』の後継番組で、末期のロケ（2015年9月19日放送分以降）には桑原も出演。
- FNNスーパーニュースアンカー（2012年10月1日 - 2015年3月24日、月・火曜スポーツキャスター）
- モテモテかんぱにーR25（2013年4月 - 2015年9月）
- 野球道
  - 2015年・2016年には、スポーツアナウンサーとして阪神タイガース戦の中継に出演。阪神側のベンチリポーターを務めたほか、2015年6月2日深夜（3日未明）に関西ローカルで放送された阪神対千葉ロッテ戦（阪神甲子園球場からの録画中継）で、初めて実況を担当した。
  - 『報道ランナー』のメインキャスターへ就任した2017年以降も、同番組の直後に阪神のナイトゲームを中継する場合には、同番組のスタジオから随時登場していた。『報道RUNNER』の終了を機に、2023年のNPBレギュラーシーズンから実況担当に復帰。実際には、同年4月8日の阪神対ヤクルト（甲子園）デーゲーム（関西テレビではマルチチャンネル編成で関西ローカル向けに中継）で、勝利監督（阪神・岡田彰布）への共同インタビュアーとして中継への出演を再開している。前述したように、日本シリーズ中継の実況を2023年の第7戦（京セラドーム大阪でのオリックス・バファローズ対阪神戦）で初めて任されたところ、阪神が1985年以来38年振りのシリーズ制覇を達成する瞬間を伝えるに至った。
- 大阪国際女子マラソン中継
  - 2015年・2016年に沿道リポート、2017年にバイクからのリポートを担当。『報道ランナー』を放送しない1月最終日曜日に開催されることから、同番組メインキャスターへ就任後の2018年にも、当時折り返し点が設けられていた道頓堀からリポートを送っていた。
  - 2023年の大会後からスポーツアナウンサーとしての活動を再開したことを機に、2024年の中継でスタート／フィニッシュ地点（ヤンマースタジアム長居）からの実況を担当。前田穂南が2時間18分59秒というゴールタイム（全体の2位）で完走したことによって、女子のフルマラソンにおける日本記録（解説陣の1人であった野口みずきが現役時代の2005年にベルリンマラソンの女子レースで樹立）を19年振りに更新した瞬間を伝えた。
- みんなのニュース　ワンダー（フィールドキャスター）
- 報道ランナー→報道RUNNER - メインキャスター
  - 月 - 金曜日担当：2017年3月27日 - 2020年9月25日
  - 月 - 木曜日担当：2020年9月28日 - 2023年3月30日
- ごきげんライフスタイル よ〜いドン!
  - 『報道ランナー』シリーズのメインキャスター時代に、当日夕方の同番組で放送する予定の特集を告知する目的でエンディングパートにのみ出演。
- カンテら!（ラジオ大阪）
  - 第35回（2021年7月27日未明放送分）において、吉原功兼（当時木曜日に『報道ランナー』で共演していた先輩アナウンサーで後継番組『newsランナー』のメインキャスター）とのコンビでパーソナリティを務めた。
- この瞬間に祈る（2014年 - 2018年、2020年 - 2023年）
  - 阪神・淡路大震災の発災時刻（1月17日5:46）前後に曜日を問わず関西ローカルで放送する震災犠牲者追悼式典会場（神戸市中央区東遊園地）からの生中継番組および震災特別番組で、単独で進行とリポートを担当。
  - 『報道ランナー』のメインキャスターへ就任後の2018年から同番組が終了した2023年までにも、2019年を除いて、同番組と並行しながら進行とリポートを担当していた。
- 真夜中のカルチャーBOY（朝日放送ラジオ）
  - 『報道RUNNER』の終了から2ヶ月後（2023年5月26日深夜）に放送された「真夜中の緊急インタビュー部屋」に、インタビューゲストとして出演。

以下のスポーツ中継には、スポーツアナウンサーとして2016年度まで出演。
- J SPORTS STADIUM (J SPORTS)
  - オリックス・バファローズ主催試合の中継で、2015年度から随時実況を担当。
- 春の高校バレー
- 旬感LIVE とれたてっ!（2023年10月2日 - 2024年9月28日） - 情報プレゼンター（月 - 木曜日担当）
  - 関西テレビのアナウンサーとして、最後にレギュラーで出演した番組。

### テレビドラマ
- 大阪環状線 ひと駅ごとの愛物語 - Part2 - 第8話（2017年3月8日、関西テレビ） - 松本健 役[10]
- CRISIS 公安機動捜査隊特捜班 第10話（2017年6月13日）- ニュースキャスター役